# Государственный комитет Совета Министров СССР по науке и технике
Государственный комитет СССР по науке и технике (ГКНТ СССР) — орган государственного управления СССР, проводивший государственную политику в сфере научно-технической деятельности.

## История
Образован в 1948 году Указом Президиума Верховного Совета СССР, как Государственный комитет Совета Министров СССР по внедрению передовой техники в народное хозяйство (Гостехника СССР). Многократно преобразовывался. В 1991 на базе ГКНТ СССР были образованы Госкомитет СССР по изобретениям и открытиям, Государственное патентное агентство СССР и Госкомитет СССР по науке и технологиям. Государственный комитет по науке и технологиям ликвидирован с 1 декабря 1991 года на основании Постановления Государственного совета СССР от 14 ноября 1991 года.

## Задачи
- ГКНТ СССР должен был обеспечивать проведение единой государственной политики в области научно-технического прогресса[4].
- На ГКНТ СССР было возложено определение, совместно с АН СССР, основных направлений развития науки и техники; планирование и организация разработок важнейших, имеющих общегосударственное значение межотраслевых научно-технических проблем; организация внедрения в производство открытий, изобретений и результатов поисковых исследований[4].
- ГКНТ осуществлял связи с зарубежными странами по вопросам научно-технического сотрудничества[4].
- ГКНТ СССР участвовал в составлении планов финансирования НИОКР и развития материальной базы науки.

При комитете были организованы научные советы по важнейшим научно-техническим проблемам для координации соответствующих научно-исследовательских и конструкторских работ. Комитет также курировал Государственный реестр научных открытий СССР.
Работа ведомства координировалась с Минфином СССР, Госбанком СССР и Госснабом СССР, Госпланом СССР, Госкомтрудом СССР.

## Официальные названия
- 1948—1951 — Государственный комитет Совета Министров СССР по внедрению передовой техники в народное хозяйство (Гостехника СССР)[1].
- 1955—1957 — Государственный комитет Совета Министров СССР по новой технике (Гостехника СССР)[1][5][6].
- 1957—1961 — Государственный научно-технический комитет Совета Министров СССР (ГКНТ СССР)[1][7].
- 1961—1965 — Государственный комитет Совета Министров СССР по координации научно-исследовательских работ[1][8].
- 1965—1978 — Государственный комитет Совета Министров СССР по науке и технике (ГКНТ СССР)[1][9].
- 1978—1991 — Государственный комитет СССР по науке и технике (ГКНТ СССР)[3][10].
- апрель — декабрь 1991 — Государственный комитет СССР по науке и технологиям (ГКНТ СССР)[1][11][12][13]

## Структура

### Председатели ГКНТ СССР
Председатели ГКНТ СССР являлись заместителями Председателя Совета Министров СССР
- 1948—1949 — Малышев, Вячеслав Александрович
- 1949—1951 — Вяткин, Андрей Ерофеевич
- 1955—1957 — Малышев, Вячеслав Александрович
- 1957—1959 — Максарёв, Юрий Евгеньевич
- 1959—1961 — Петухов, Константин Дмитриевич
- 1961—1961 — Хруничев, Михаил Васильевич
- 1961—1965 — Руднев, Константин Николаевич
- 1965—1980 — Кириллин, Владимир Алексеевич
- 1980—1987 — Марчук, Гурий Иванович
- 1987—1989 — Толстых, Борис Леонтьевич
- 1989—1991 — Лавёров, Николай Павлович

### Организации при ГКНТ СССР
При комитете действовали научные советы по важнейшим комплексным и межотраслевым научно-техническим проблемам, координирующие все НИОКР.
- Государственный комитет по изобретениям и открытиям при ГКНТ СССР (1955—1991)
- Государственный комитет по электронной технике СССР (до 1965 г., далее МЭП)
- Комиссия по вычислительной технике при ГКНТ СССР
- Всесоюзный центр переводов (ВЦП) при ГКНТ СССР и АН СССР (с 1973 г.)